# Voglio guardare
Voglio guardare è un romanzo di Diego De Silva. 

## Trama
La sedicenne Celeste si prostituisce più per un'insana curiosità che per soldi; il brillante avvocato Davide Heller nasconde un orribile vizio.
Quando Celeste scopre il segreto di Davide lo provoca, lo minaccia e lo ammansisce fino a diventare una possibile complice.